# روبرت ويلسون (صحفي)
روبرت ويلسون (بالإنجليزية: Robert Wilson)‏ هو صحفي أمريكي، ولد في 1951.